# Козлина

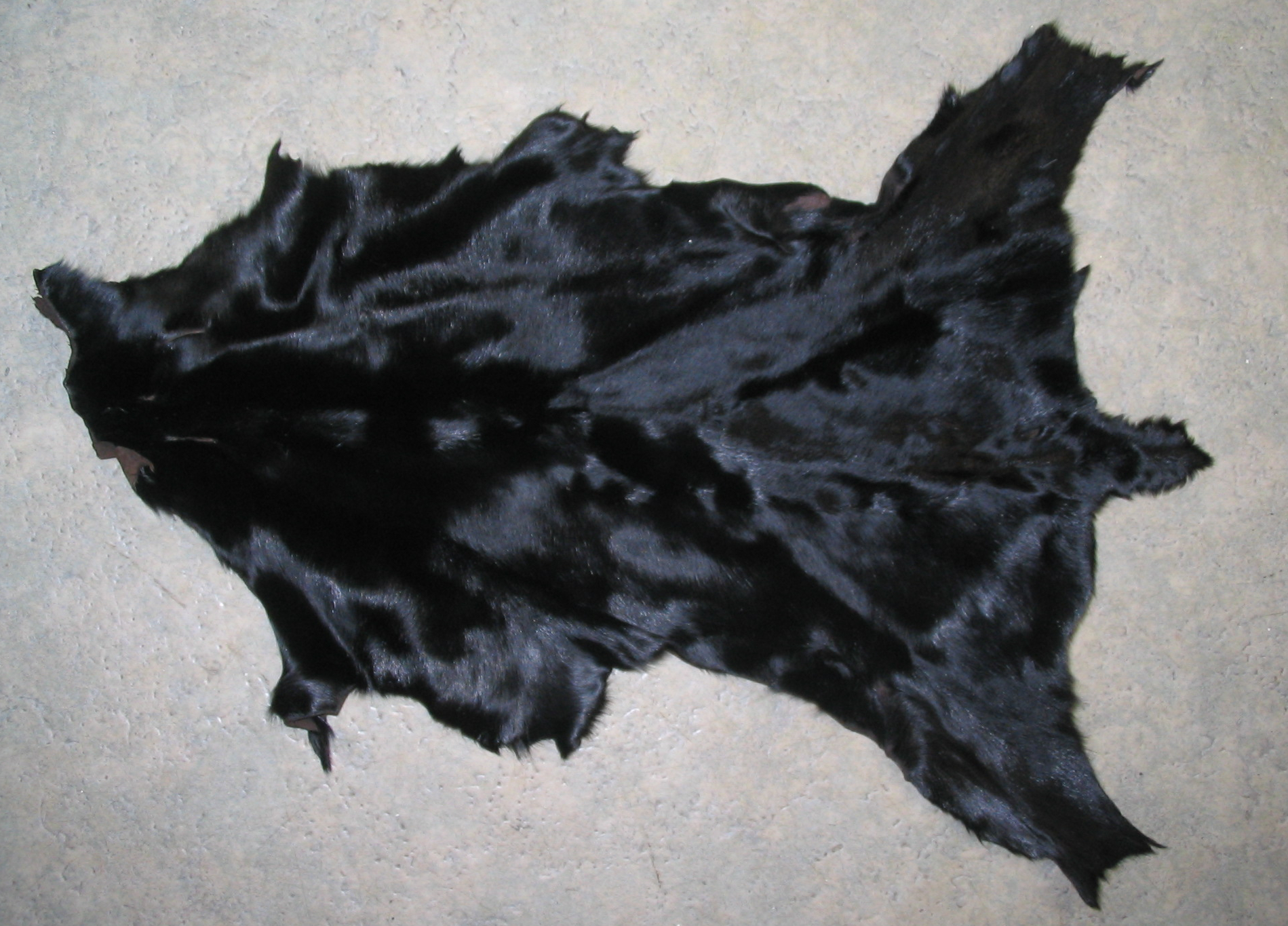
Козлина чёрного цвета

Козли́на — шкура домашних коз или, реже, шкура диких коз из рода горных козлов. Козлина в основном используется для изготовления лучших сортов мягкой кожи, а также для выработки мехов и меховых изделий.

## Производство кожи
Кожа, выделываемая из козлины, превосходит по качеству другие виды кожи, которые изготовляются из других пород домашних животных. В частности, кожи из козлины существенно превосходят другие кожи по прочности, эластичности («тягучести»), красоте и гигиеническим свойствам. Из козлины изготовляют наиболее ценные виды кож — «шевро», наилучший сорт, который используется для производства модельной обуви, и «лайку», используемую, например, для производства лайковых перчаток.
Современное производство всех типов козлиной кожи осуществляется методом дубления: обработки кожевенной козлины дубильными веществами, изготовленными с использованием хромокалиевых квасцов (KCr(SO4)2 • 12H2O). Типы кожи, выделанной из козлины, различаются в зависимости от породы коз и от их возраста. Так, из кожи маленьких козлят изготовляется «лайка», кожи «шевро» изготовляются из животных не старше 5 месяцев, при этом площадь шкурки не превышает 60 дм2. Наконец, кожа, полученная из животных старше 5 месяцев площадью свыше 60 дм2, называется «хромовой козлиной».
В период, предшествовавший промышленной революции, были распространены другие виды кож, изготовляемых из козлины, с использованием растительных дубителей. Например, высоко ценилась обувь из сафьяна, который получали из козлины, продубленной сумахом.

Кожаные изделия из козлины
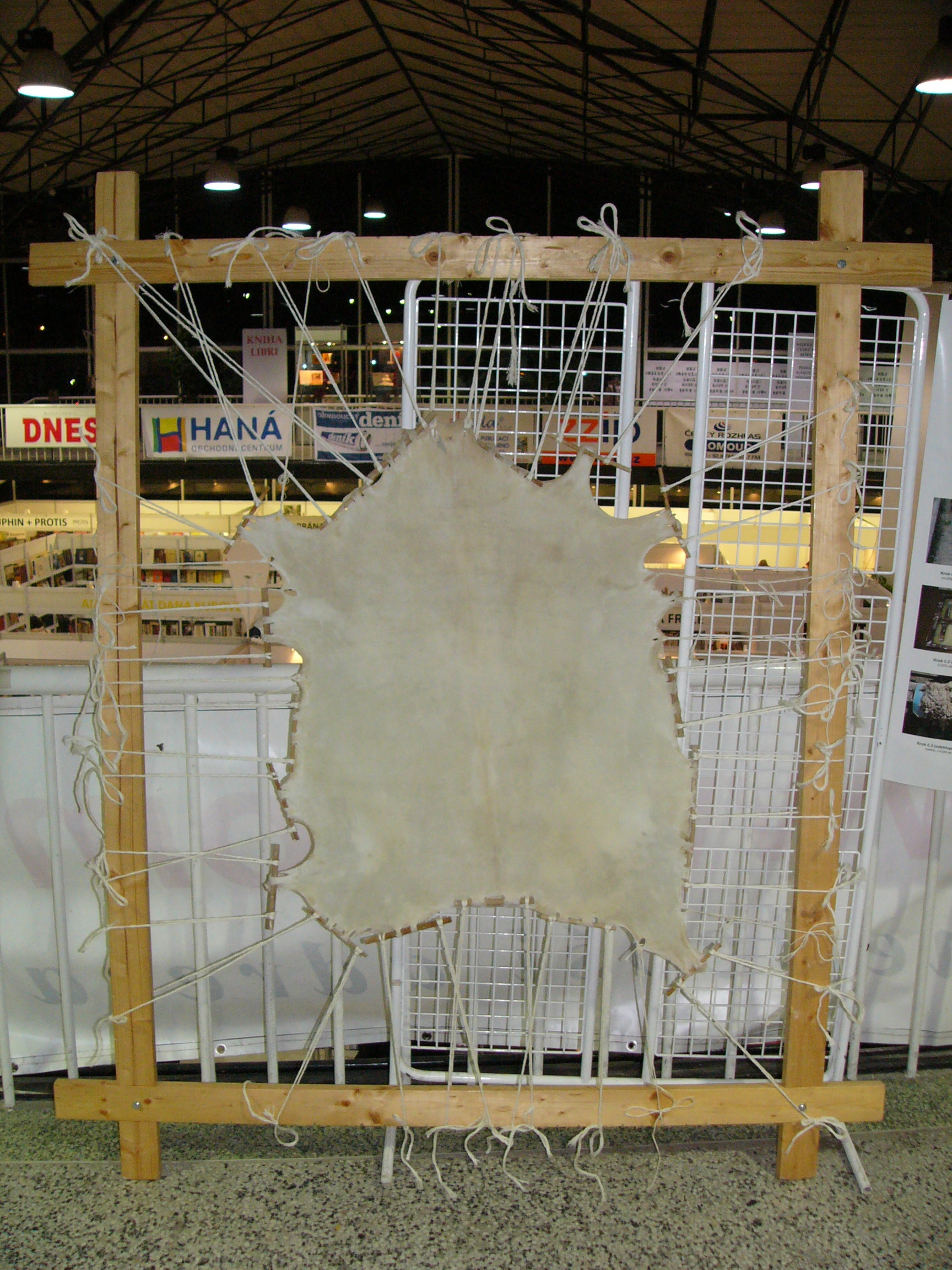
Пергамент европейского типа, изготовленный из козлины
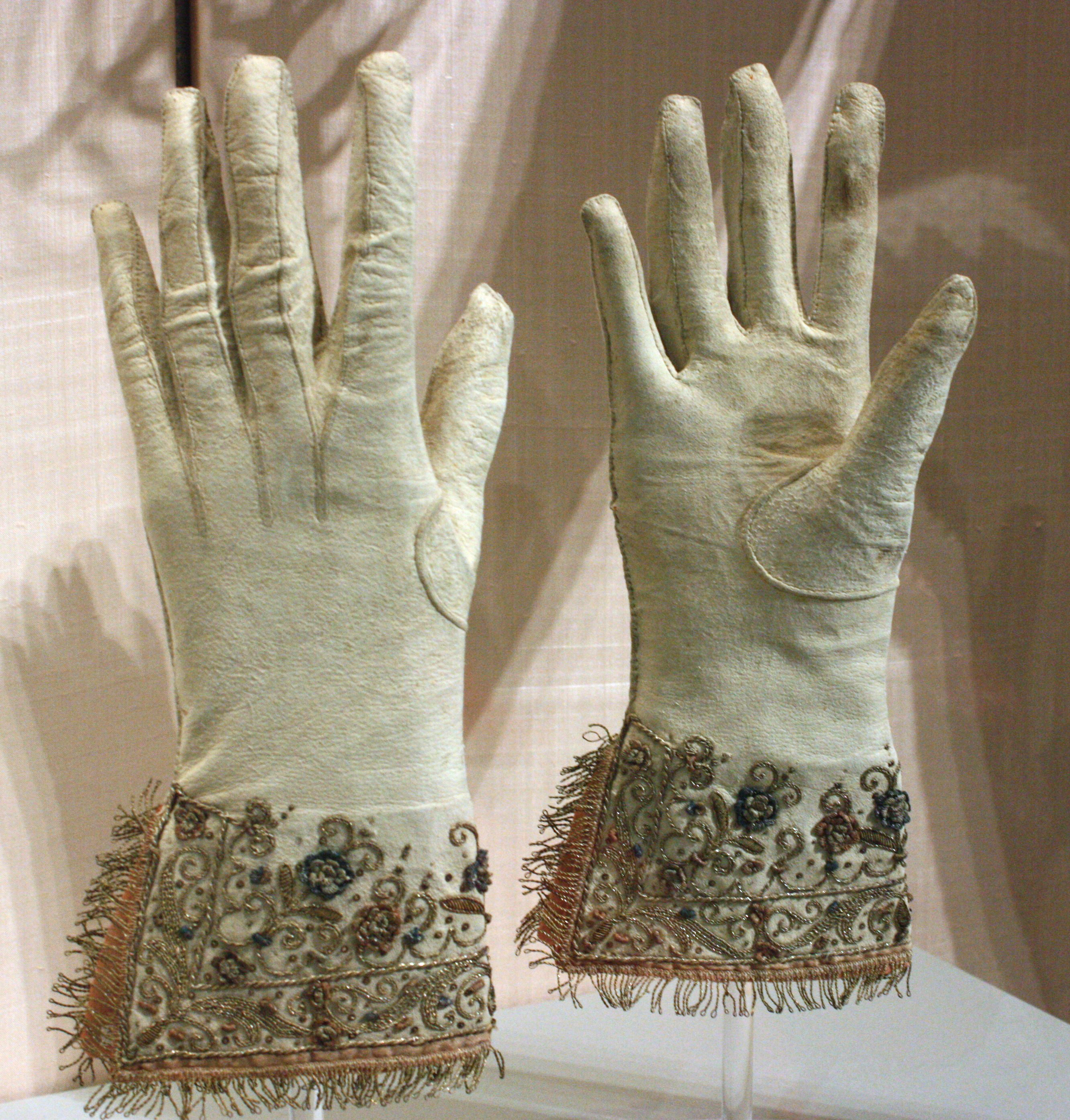
Английские лайковые перчатки
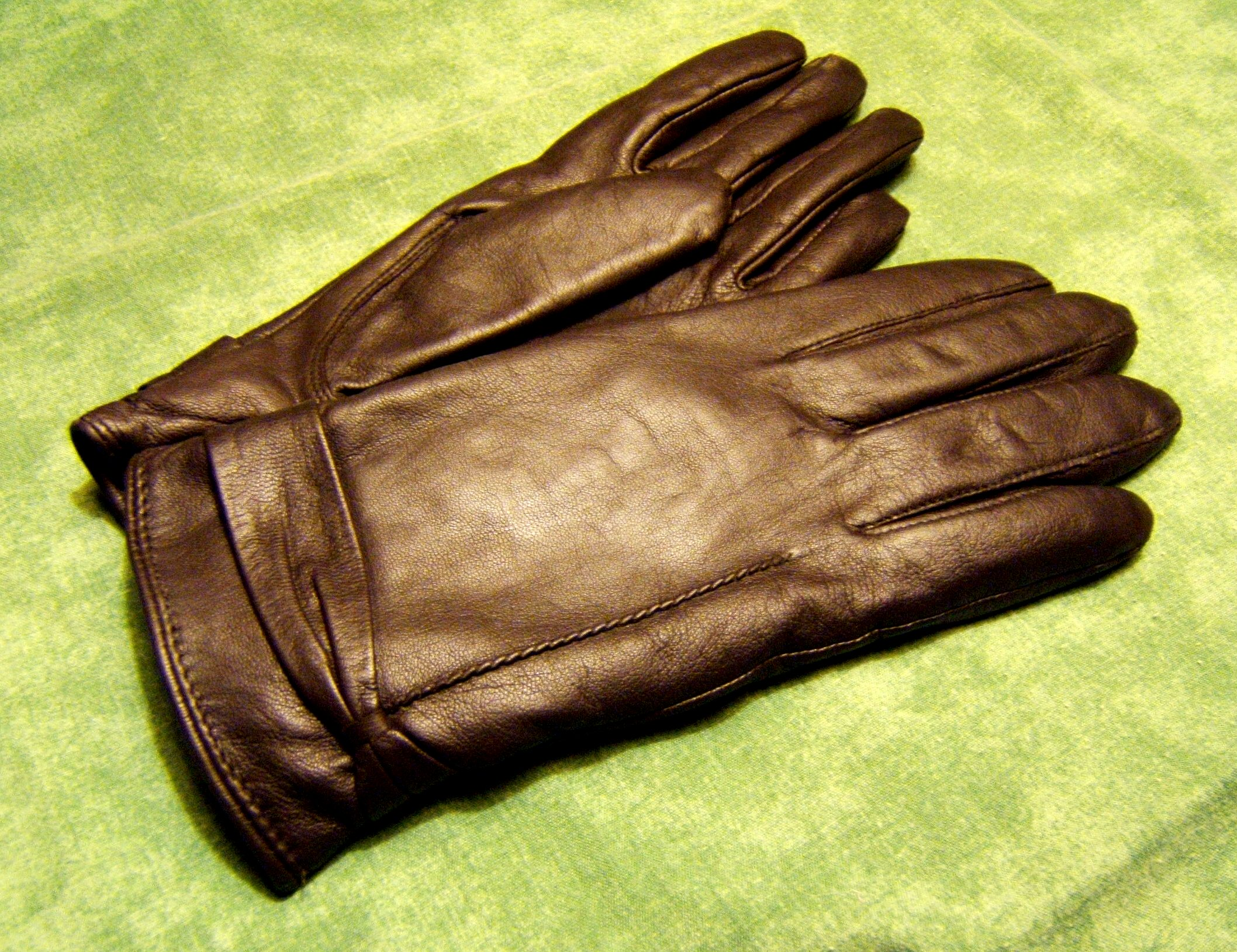
Перчатки из шевро
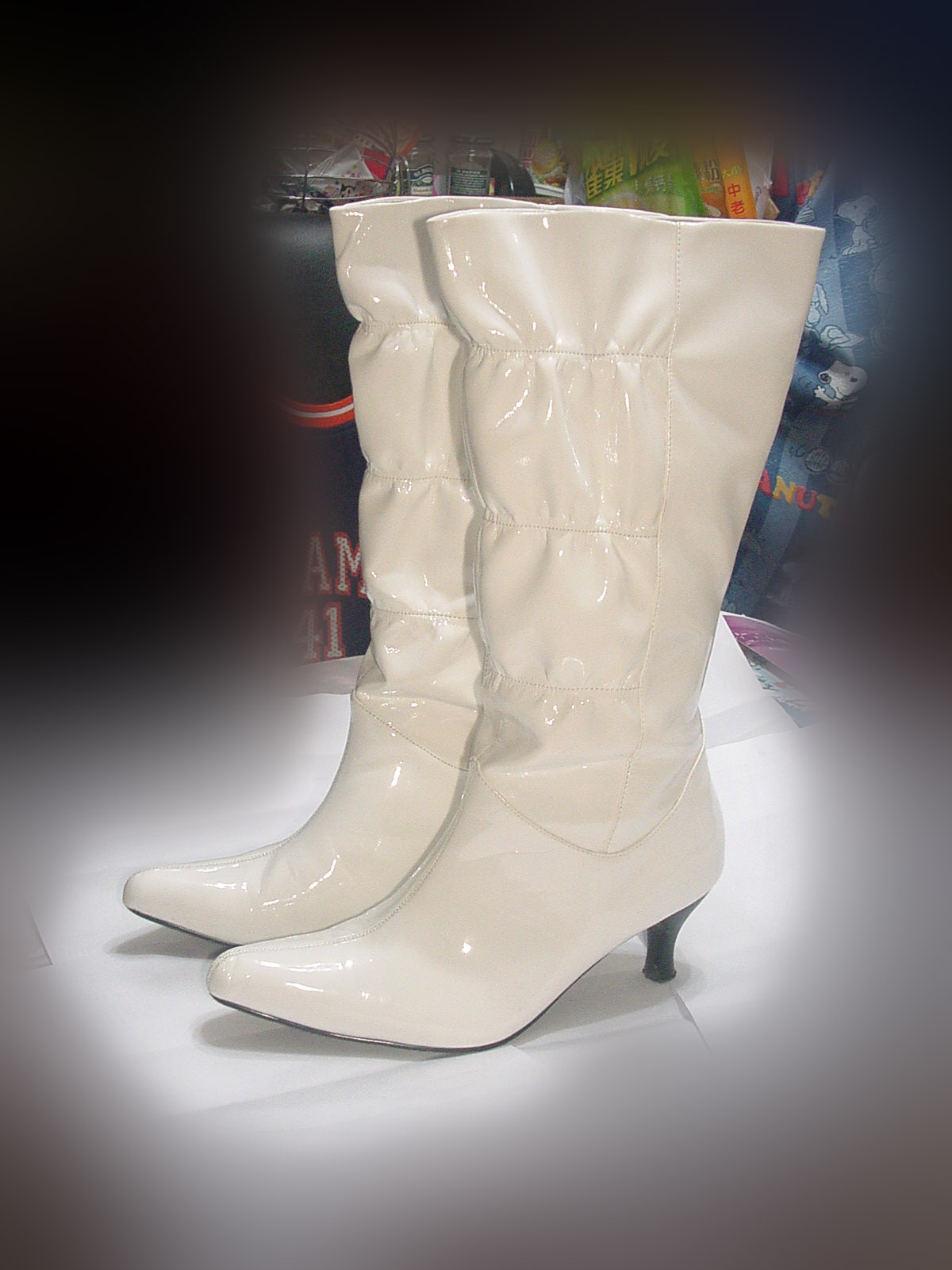
Сапоги из шевро
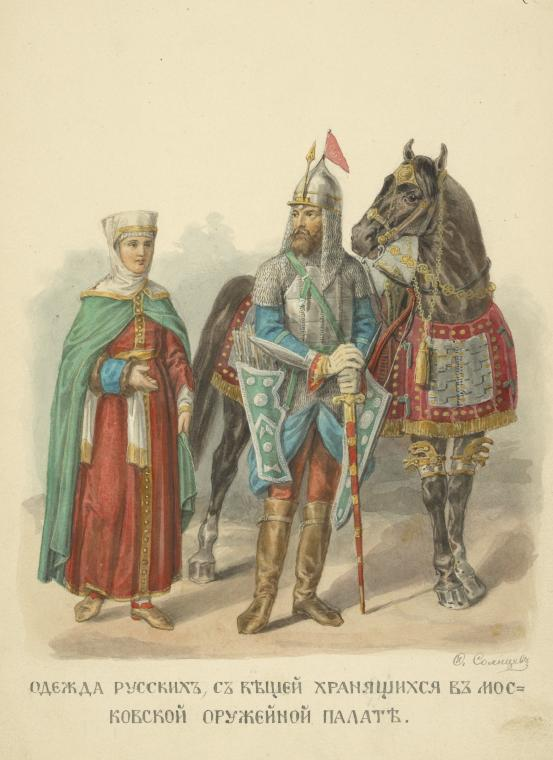
Русский воин в сафьяновых сапогах

## Производство меховых изделий
Меховая козлина, то есть козлина меховых пород коз, используется для производства различных меховых изделий. Существует два основных способа производства меховых изделий из козлины. В первом случае используется только козлина, полученная из козлят моложе полутора месяцев. Для некоторых видов меха используются даже шкурки поздних стадий развития плода ещё не родившихся козлят. Такие шкурки затем обрабатываются и сшиваются в готовое изделие, например, в дамское манто. В России среди видов мехов, полученных таким способом, известны «козлик меховой», «козлик гладкий» и «козлик муаристый».
Другим способом производства козлиного меха является выщипывание огрубевшей ости из козлины взрослых животных. Например, таким способом получают в России мех сорта «муфлон».

Меховые изделия из козлины
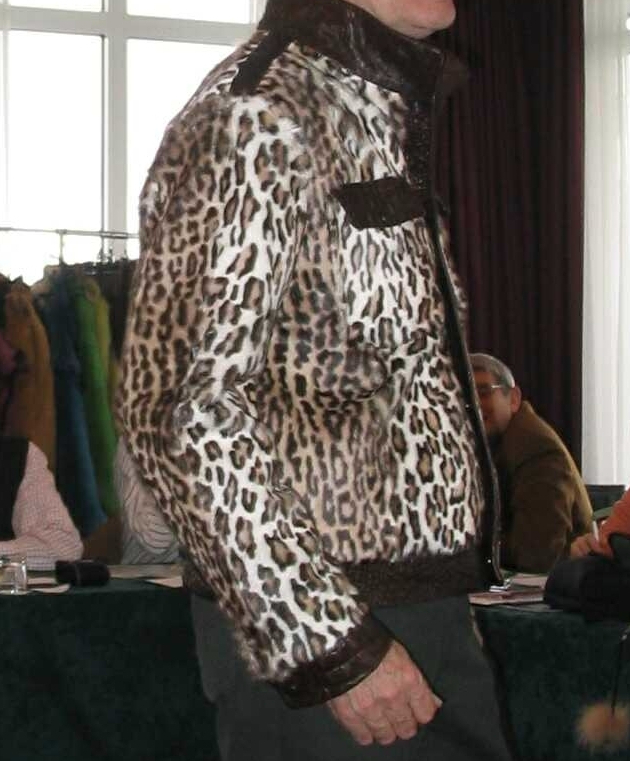
Крашенная мужская куртка из козлины
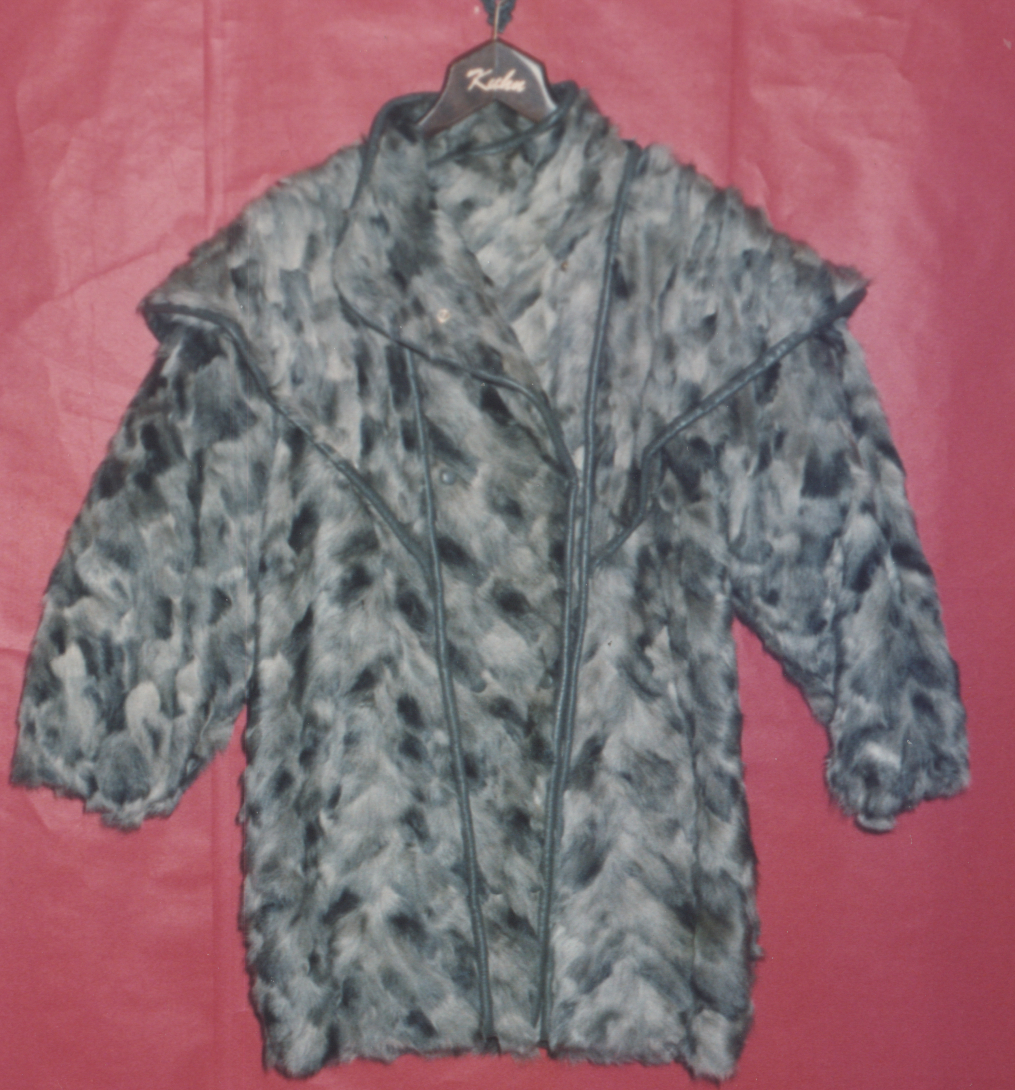
Женский полушубок из козлины
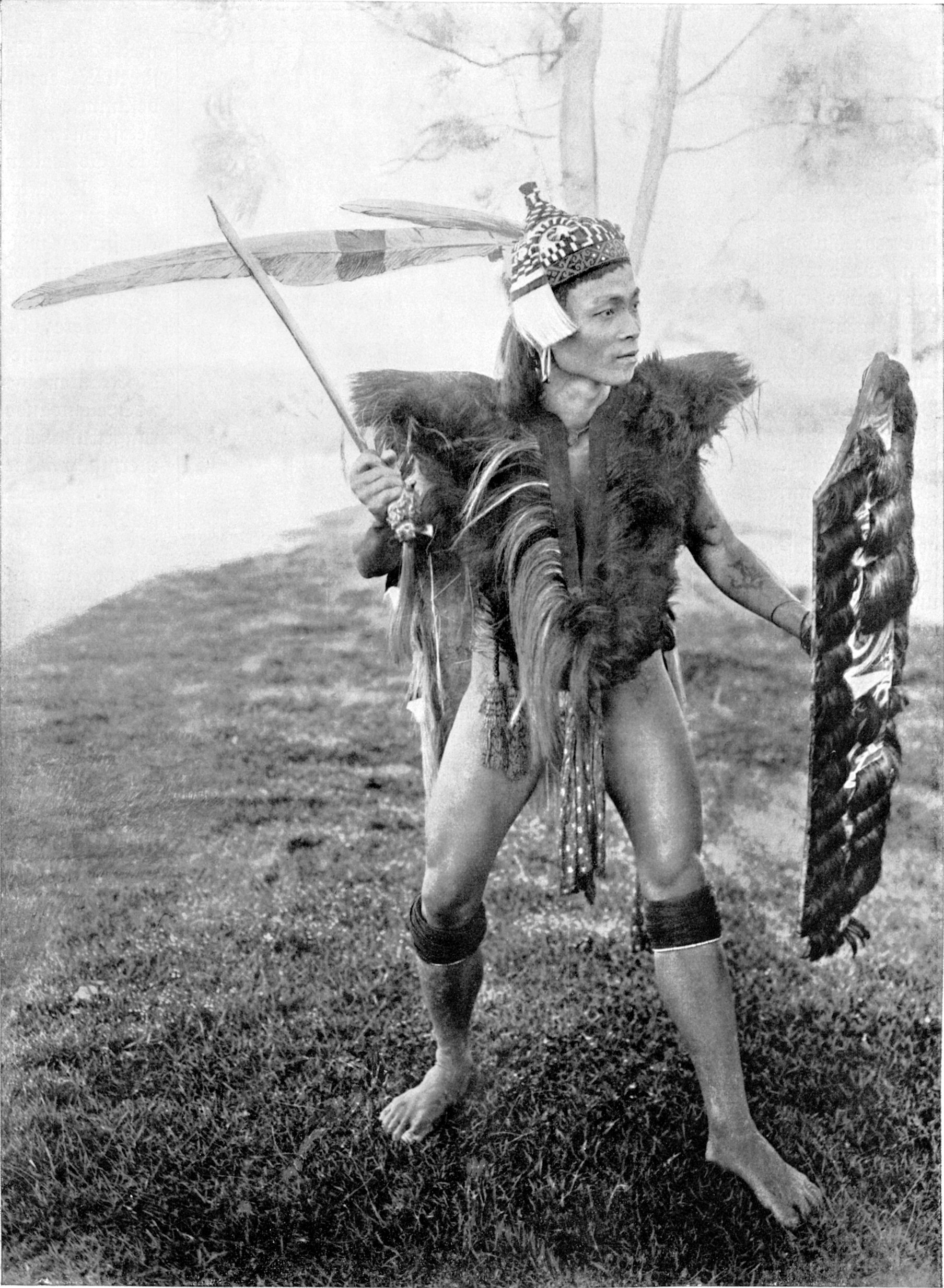
Азиатский абориген (Даяк) в национальной одежде из козлины
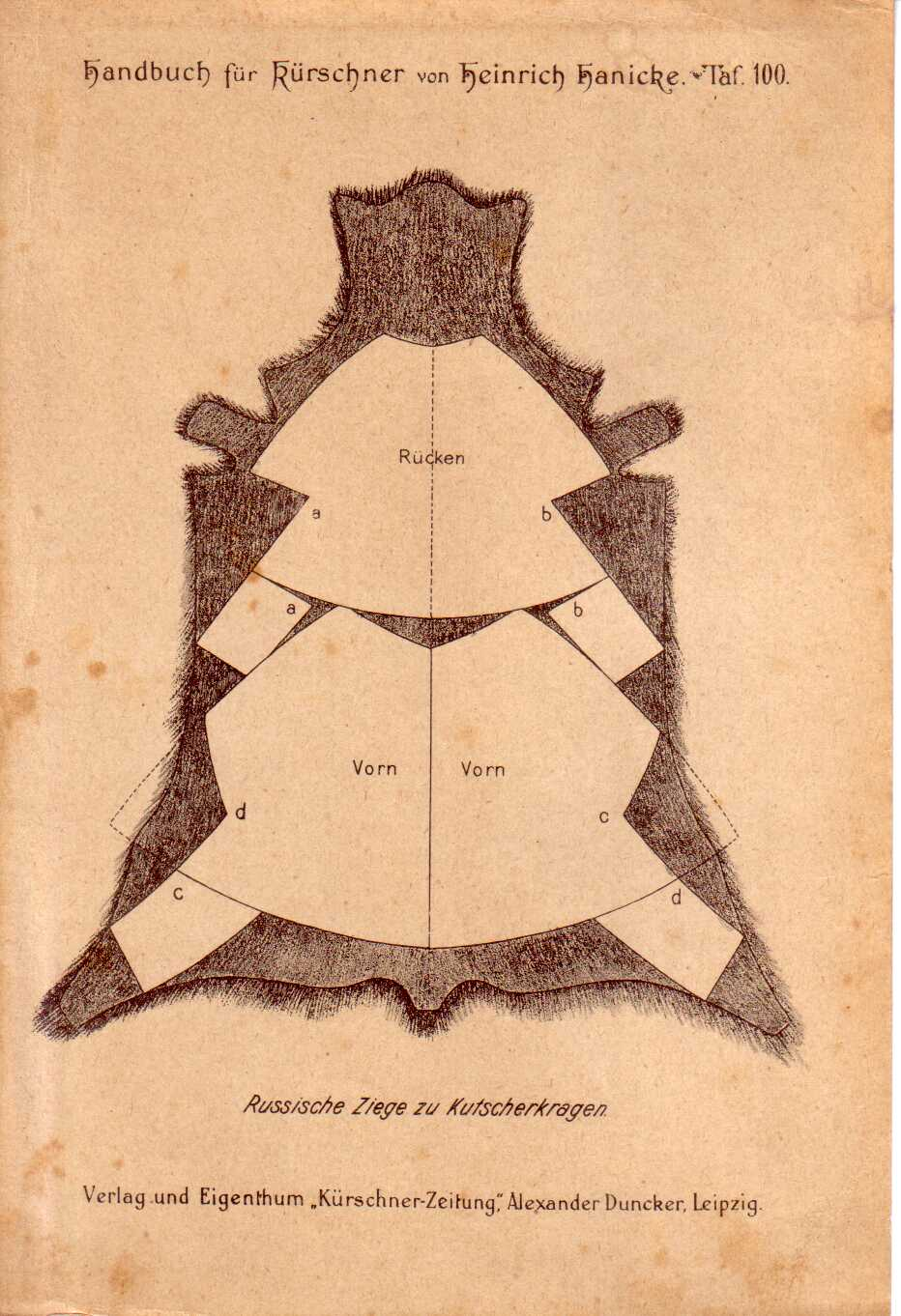
Выкройка воротника из козлины взрослого животного

## Производство козлин в мире
По данным на 1997 год производство козлин в мире составило 811 тысяч тонн. Лидером в мировом производстве выступают страны Азии, на которые приходится свыше ¾ всего мирового производства. Ведущими производителями козлины выступают Китай, Пакистан, Бангладеш и Индия, причём в девяностых годах общий объём производства в этих странах увеличился в 1,5 — 2 раза. На Африканском континенте главным производителем козлины является Нигерия, а в Европе — Греция.
| Регион             | Абсолютный вес (тыс. т) | Удельный вес |
| ------------------ | ----------------------- | ------------ |
| Азия               | 644                     | 79,4%        |
| Африка             | 117,5                   | 14,5%        |
| Европа             | 24                      | 3%           |
| Сев. и Юж. Америка | 22                      | 2,7%         |

### Производство козлин в России
В России принято общее подразделение пород коз на две группы — «хлебные породы» и «степные породы», при этом козлина хлебных пород ценится выше, так как козлины степных пород дают менее прочную и менее плотную кожу. Из степных пород в России больше ценится козлина из пуховых коз, например из оренбургской козы. Козлина советской шерстной породы ценится меньше в связи со своей рыхлой структурой. Среди меховых пород в России выделяются придонские, горноалтайские и ангорские козы.
Специалисты не рекомендуют использование «весенней козлины», получаемой в России после забоя коз в феврале-мае. Качество «осенней козлины», получаемой с августа по январь, значительно выше, так как весной животные линяют и имеют низкую упитанность.